# 별도환해장성
별도환해장성(別刀環海長城)은 대한민국 제주특별자치도 제주시 화북1동에 있는 고려시대의 환해장성이다. 1998년 1월 7일 제주특별자치도의 기념물 제49-2호로 지정되었다.

## 개요
배를 타고 들어오는 외적의 침입을 막기 위해 제주도에서는 해안선을 따라가며 성을 쌓았는데 이를 환해장성이라 한다. 현재 성벽이 남아있는 곳으로는 온평리, 행원리, 한동리, 동복리, 북촌리, 애월리, 고내리 등 14곳이 있다. 김상헌이 지은 『남사록』에는 환해장성을 일러 ‘탐라의 만리장성’이라 부르고 있다.
별도 환해장성은 화북동 환해장성 1지점에서 동남쪽으로 약 40m 떨어진 곳에 자리잡고 있다. 안벽과 바깥벽을 갖춘 2중성으로, 주변의 크고 작은 돌을 이용하여 벽을 쌓았다. 현재 남아있는 성벽의 길이는 약 640m 정도이다.

## 같이 보기
- 환해장성

## 참고 자료
- 별도환해장성 - 국가유산청 국가유산포털